# Pontes Gestal
Pontes Gestal es un municipio brasilero del estado de São Paulo. Se localiza a una latitud 20º10'00" sur y a una longitud 49º42'12" oeste, estando a una altitud de 449 metros. La ciudad tiene una población de 2.518 habitantes (IBGE/2010) y área de 217,4 km². Pontes Gestal pertenece a la Microrregión de Votuporanga.
Está rodeada por represas y próxima a los ríos Preto y Turvo. Como no tienen empresas dedicadas al turismo, la prefectura mantienen un camping gratuito.

## Demografía
Datos del Censo - 2010
Población total: 2.518
- Urbana: 2.123
- Rural: 395
- Hombres: 1.256[4]
- Mujeres: 1.262

Densidad demográfica (hab./km²): 11,58
Mortalidad infantil hasta 1 año (por mil): 22,39
Expectativa de vida (años): 68,07
Tasa de fertilidad (hijos por mujer): 2,95
Tasa de alfabetización: 85,72%
Índice de Desarrollo Humano (IDH-M): 0,749
- IDH-M Salario: 0,677
- IDH-M Longevidad: 0,718
- IDH-M Educación: 0,853

(Fuente: IPEAFecha)